# ע

筆記体

ע（アイン、ヘブライ語: עי״ן, עַיִן ʿayin）はヘブライ文字の16番目の文字。ヘブライ数字の数価は70。
アラビア文字のعに対応する。対応するギリシャ文字のΟは母音字として転用された。キリル文字のО、ラテン文字のOはギリシア文字に由来する。

## 音声
本来は有声咽頭摩擦音/ʕ/を表していた。ただし紀元前1千年紀前半にはこの文字はおそらく有声咽頭摩擦音/ʕ/と有声軟口蓋摩擦音/ɣ/の2つの音を表していた。後に両者の区別は消滅した。
現代ヘブライ語では「א」（アレフ）と同音になり、声門閉鎖音/ʔ/を表す。実際には多くの場合には無音であり、語末では決して発音されず、語頭でも発音されることはまれである。

## 起源
目（ヘブライ語: עין ʿayin）を描いた文字に由来する。フェニキア文字以来文字は円形()をしていたが、アラム文字では円の上半分が欠けた。ヘブライ文字やアラビア文字の形はアラム文字に由来する。